# Aeroportul Wunnummin Lake
Aeroportul Wunnummin Lake (IATA: WNN) este un aeroport din Ontario, Canada.
Situat la o altitudine de 250 m, aeroportul dispune de o singură pistă. Este operat de Government of Ontario⁠(d).